# Ca l'Illa
Ca l'Illa és una masia de Fogars de Montclús (Vallès Occidental) inclosa a l'Inventari del Patrimoni Arquitectònic de Catalunya.

## Descripció
Es tracta d'un masia de planta rectangular amb de planta baixa i dos pisos amb coberta és a dues vessants. La façana està arrebossada i pintada, la seva composició simètrica. La porta d'entrada és un arc de mig amb pedra. Les finestres són petites però revestides amb pedres.

## Història
Aquesta masia que també ha servit d'hostal, data del 1272. Està situada sota la parròquia de Sant Esteve de la Costa a tocar de la Tordera.